# Weitgenabelte Kristallschnecke
Die Weitgenabelte Kristallschnecke (Vitrea contracta) ist eine auf dem Land lebende Schnecken-Art der Kristallschnecken (Pristilomatidae) in der Unterordnung der Landlungenschnecken (Stylommatophora).

## Merkmale
Das rechtsgewundene, recht kleine Gehäuse ist stark abgeflacht-kegelig, fast dick-scheibenförmig. Das Gehäuse misst im Adultzustand 1,8 bis 3,0 (meist um 2 mm) in der Breite (Durchmesser) und 1,0 bis 1,4 mm in der Höhe. In der Seitenansicht ist das Gewinde nur wenig erhaben. Es sind adult 4 bis 5 Windungen vorhanden, die langsam und regelmäßig zunehmen. Die letzte Windung ist vergleichsweise schmal. Von oben gesehen nimmt sie nur etwa das 1,4 bis 1,6fache der vorigen Windung ein. Die Oberseite der Windungen ist flach gewölbt, die Nähte sind dadurch auch sehr flach. Die Peripherie ist gut gerundet, die Unterseite relativ flach. Die Mündung wäre im vollständigen Umriss abgeflacht-elliptisch, durch den tiefen Anschnitt der vorigen Windung schief-halbmondförmig. Der Mündungsrand ist gerade und scharf zulaufend, nicht durch eine Lippe verdickt. Der Nabel ist tief und breit und wird mit der letzten Windung weiter. Alle Umgänge sind im Nabel sichtbar.
Die Schale ist farblos, und glasig durchsichtig bis etwas milchig. Die Oberfläche glänzt stark. Es sind sehr feine unregelmäßige Anwachsstreifen und andeutungsweise auch Spirallinien vorhanden. 
Im zwittrigen Geschlechtsapparat ist der Samenleiter recht kurz. Er dringt apikal durch eine einfache Pore in den Penis ein. Der Penis ist schlank und spindelförmig. Der Penisretraktormuskel setzt apikal am Penis an. Der freie Eileiter ist sehr kurz, de Vagina relativ lang, in etwa so lang wie der Penis. Die Vagina ist im distalen Teil von einer schwach ausgeprägten perivaginalen Drüse umgeben. Die Spermathek ist zu einem fingerförmigen, kleinen Fortsatz reduziert oder fehlt sogar ganz. Das Atrium, in das Penis und Vagina münden, ist vergleichsweise lang.

## Ähnliche Arten
Das Gehäuse der Weitgenabelten Kristallschnecke ist etwas weniger dick (hoch) als das der Gemeinen Kristallschnecke (Vitrea crystallina), und im Durchschnitt etwas kleiner. Die letzte Windung ist schmaler und die Unterseite flacher. Der Nabel ist etwas breiter und nicht exzentrisch. Der Mundsaum nicht verdickt. Die Weitgenabelte Kristallschnecke bevorzugt im Gegensatz zur Gemeinen Kristallschnecke aber etwas trockenere und kalkreichere Biotope. Sie toleriert aber auch etwas feuchtere Habitate. Daher kommen beide Arten gelegentlich zusammen vor. Die Ungenabelte Kristallschnecke (Vitrea diaphana) und die Enggenabelte Kristallschnecke (Vitrea subrimata) unterscheiden sich durch den geschlossenen oder fast geschlossenen Nabel.

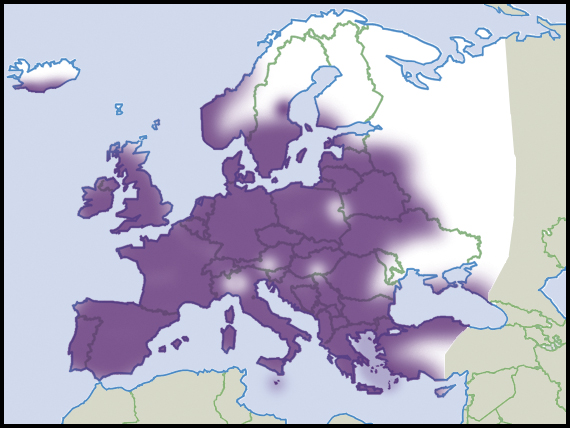
Verbreitungsgebiet de Art (nach Welter-Schultes)

## Geographische Verbreitung und Lebensraum
Das Verbreitungsgebiet erstreckt sich über weite Gebiete von West-, Mittel- und Südeuropa. Im Norden reicht es bis nach Südskandinavien und den Küstenbereich von Südfinnland. Im Osten bis ins Baltikum, Weißrussland, Westrussland und die Westukraine. Sie fehlt im größten Teil von Mittel- und Nordskandinavien, kommt aber auf Island vor. Auch auf Madeira und den Azoren ist die Art anzutreffen. Im Osten reicht die Verbreitung bis nach Kleinasien, das Kaukasusgebiet, den Nahen Osten (Israel) und Zypern. Im Süden reicht das Verbreitungsgebiet bis nach Nordafrika. Die Art ist auch in Deutschland weit verbreitet, aber mehr lokal als die Gemeine Kristallschnecke. In der Schweiz steigt sie bis auf 1400 m, in Bulgarien bis auf 1600 m über Meereshöhe an. Die Art ist anthropogen auch in andere Erdteile verschleppt, so z. B. nach British Columbia und Washington.
Die Tiere leben sehr verborgen in der Bodenstreu, im lockeren Erdreich, am Fuß von Felsen oder zwischen Geröll, auf Wiesen mit Geröll, Wälder mit Felsen und Geröll, aber auch in kühlen Schluchten und sumpfigen Erlenbrüchen, sogar in Erdlöchern und Erdspalten. In geschützten Biotopen bleiben sie sogar im Winter aktiv. Die Art kommt in feuchten bis trockenen Habitaten auf kalkreichen Böden vor.

## Taxonomie
Das Taxon wurde 1871 von Carl Agardh Westerlund in der ursprünglichen Form Zonites (Vitrea) crystallina contracta aufgestellt. Es ist heute allgemein als gültige Art anerkannt und wird in die Gattung Vitrea gestellt.
Vitrea zakynthia (P. Hesse, 1882) wird von manchen Autoren als Unterart von Vitrea contracta behandelt. Dagegen führen die Fauna Europaea und die MolluscaBase Vitrea zakynthia als eigenständige Art. Welter-Schultes schreibt aber, dass sie durch Zwischenformen miteinander verbunden sind, sodass zakinthia keine eigenständige Art sein kann.

## Gefährdung
In Skandinavien sind die Bestände durch den sauren Regen stark zurückgegangen. In der Schweiz und in Bayern ist die Art vom Aussterben bedroht. In Rheinland-Pfalz und Österreich gilt die Art als gefährdet. Auf Deutschland insgesamt bezogen ist die Art aber ungefährdet. Sie ist stellenweise sogar ausgesprochen häufig. In Griechenland ist die Art sogar sehr häufig. Die IUCN bewertet die Art nicht.